# Yegor Semenov
Yegor Semenov (tiếng Belarus: Ягор Сямёнаў; tiếng Nga: Егор Семёнов; sinh 6 tháng 1 năm 1988) là một cầu thủ bóng đá Belarus. Tính đến năm 2017, anh thi đấu cho Luch Minsk.
Anh phải nghỉ thi đấu giai đoạn 2006–2009 vì vấn đề sức khỏe, nhưng sau đó đã hồi phục.